# Miami Medical
Miami Medical est une série télévisée américaine en treize épisodes de 42 minutes, créée par Jeffrey Lieber et diffusée entre le 2 avril 2010 et le 2 juillet 2010 sur le réseau CBS et en simultané au Canada sur /A\ puis sur le réseau CTV.
En Belgique, la série a été diffusée du 29 octobre au 10 décembre 2010 sur La Deux, au Québec à partir du 25 février 2011 à Séries+, et en France, depuis le 7 janvier 2012 sur TF1 puis rediffusée à partir du 16 mars 2013 sur HD1.

## Synopsis
Cette série suit une équipe de chirurgiens qui opèrent, dans un hôpital de Miami, des patients ayant subi de graves traumatismes et dont la vie est en danger.

## Distribution

### Acteurs principaux
- Jeremy Northam (VF : Serge Faliu) : Dr Matthew Proctor
- Lana Parrilla (VF : Marie Zidi) : Dr Eva Zambrano
- Mike Vogel (VF : Dimitri Rataud) : Dr Chris DeLeo
- Elisabeth Harnois (VF : Julia Vaidis-Bogard) : Dr Serena Warren
- Omar Gooding (VF : Xavier Thiam) : Tuck Brody

### Acteurs récurrents
- Shanola Hampton : Nurse Graceffa (6 épisodes)
- Jonathan Runyon : Paramedic Kleebus (6 épisodes)
- Jeremy Radin : Paramedic Chuck (5 épisodes)
- Chuti Tiu (en) : Nurse Longino (4 épisodes)
- Kasi Brown : Paramedic (3 épisodes)
- Kathleen Early : Nurse Kathy (3 épisodes)
- Maya Hazen : Nurse Maskin (3 épisodes)

## Production
Le 6 février 2009, CBS commande le pilote du projet de série médicale de Jerry Bruckheimer sous le titre Miami Trauma.
Le casting principal débute le mois suivant, dans cet ordre : Lana Parrilla, Jeremy Northam, Richard Coyle (Dr DeLeo) et Elisabeth Harnois.
CBS commande la série le 18 mai 2009 (ajoutant Omar Gooding mais omettant le nom de Coyle) et annonce deux jours plus tard lors des Upfronts qu'elle sera diffusée à la mi-saison. Mike Vogel décroche le rôle vacant en août. La série adopte son titre actuel en janvier 2010.
En raison d'audiences moyennes, la série a été annulée en mai, mais laissée à l'horaire en juin.

## Épisodes
1. La Goutte de trop (Pilot)
2. 88 secondes (88 Seconds)
3. Sous la surface (What Lies Beneath)
4. La Meilleure des solutions (All Fall Down)
5. Le Prix de la vie (Golden Hour)
6. Bons Baisers de Cuba (Calle Cubana)
7. Vu du ciel (Man on the Road)
8. À bras le corps (An Arm and a Leg)
9. L'Œil du cyclone (Like a Hurricane)
10. Sous pression (Diver Down)
11. Combat de coqs (Time of Death)
12. Jusqu'au bout… (Down to the Bone)
13. Médecins avant tout (Medicine Man)